# Roberta Melesi
Roberta Melesi (Lecco, 18 luglio 1996) è una sciatrice alpina italiana.

## Biografia
Originaria di Ballabio e attiva in gare FIS dal novembre 2011, si è formata agonisticamente nello Sci Club Lecco e nello Sci Club Radici Group, per poi entrare nel Gruppo Sportivo Fiamme Oro nel 2014.
Debutta in Coppa Europa il 4 febbraio 2014 nel supergigante di Sella Nevea; coglie il primo podio nel circuito il 21 gennaio 2019 grazie al terzo posto in slalom gigante a Zinal. La prima vittoria arriva invece in supergigante il 12 marzo seguente, alle finali di Sella Nevea. I risultati conseguiti la portano a concludere al secondo posto in classifica generale e nelle rispettive graduatorie di specialità, che le valgono due posti fissi per la Coppa del Mondo 2020.
Ha esordito in Coppa del Mondo il 29 dicembre 2018 a Lienz, senza qualificarsi alla seconda manche dello slalom gigante; in carriera non ha preso parte né a rassegne olimpiche né iridate.

## Palmarès

### Festival olimpico della gioventù europea
- 1 medaglia
  - 1 argento (slalom gigante a Brașov 2013)

### Coppa del Mondo
- Miglior piazzamento in classifica generale: 51ª nel 2024 e nel 2025

### Coppa Europa
- Miglior piazzamento in classifica generale: 2ª nel 2019
- 6 podi:
  - 1 vittoria (in supergigante)
  - 2 secondi posti
  - 3 terzi posti

#### Coppa Europa - vittorie
| Data          | Località    | Paese  | Specialità |
| ------------- | ----------- | ------ | ---------- |
| 12 marzo 2019 | Sella Nevea | Italia | SG         |

Legenda:

SG = supergigante

### Nor-Am Cup
- Miglior piazzamento in classifica generale: 39ª nel 2022
- 2 podi:
  - 2 terzi posti

### Campionati italiani
- 4 medaglie:
  - 1 oro (combinata nel 2022)
  - 1 argento (supergigante nel 2022)
  - 2 bronzi (supergigante nel 2021; slalom gigante nel 2022)

### Campionati italiani aspiranti
- 1 medaglia:
  -  1 oro (slalom gigante nel 2013)[senza fonte]